# 長安君 (趙國)
长安君（?—?），名不详，中国战国时期赵国的公子，赵孝成王的母弟，母为赵威后。赵孝成王初立，秦国大举攻赵。赵国求救于齐，齐国提出以太后爱子长安君做为人质，赵威后舍不得，左师触龙劝说赵威后要为爱子的长远考虑，只有让长安君有功于国，才能保证他在将来赵威后去世后还能有立足的资本。赵威后最终同意送长安君去齐国为人质，齐国也出兵。就是《战国策》所谓的“触龙说赵太后”。
赵悼襄王六年（公元前239年），封长安君以饶（另一说此长安君为叛秦投赵的成蟜）。